# Хебранг, Андрия (младший)
А́ндрия Хебра́нг (англ. Andrija Hebrang; род. 27 января 1946 года, Белград, Югославия) — хорватский государственный деятель.

## Биография
Андрия Хебранг родился 27 января 1946 года в Белграде в семье Андрия Хебранга (секретарь ЦК Коммунистической партии Хорватии) и Ольги Штраус.
- Окончил  медицинский факультет Загребского университета, врач.
- В 1990 году стал членом Хорватского демократического союза.
- С 30 мая 1990 года по 12 августа 1992 года — министр здравоохранения и социального обеспечения.
- В 1993-1994 годах, во время хорватской войны за независимость, служил в качестве координатора вооружённых сил.
- С 12 октября 1993 года по 14 мая 1998 года — министр здравоохранения и социального обеспечения.
- С 14 мая по 12 октября 1998 года — министр обороны.
- С 23 декабря 2003 года по 25 февраля 2005 года — министр здравоохранения и социального обеспечения.
- В 2009 году участвовал в президентских выборах, был кандидатом от Хорватского демократического содружества, занял третье место с 12,04% голосов.

## Роль в организации хорватской военной медицины
Андрия Хебранг участвовал в создании хорватской военной медицины после провозглашения независимости Хорватии. Военная медицина под его руководством добилась существенных результатов: смертность раненых была одной из самых низких в мире (выживало 98,4% от всех раненых военных и гражданских лиц, которых доставляли в больницы) благодаря тому, что врачи работали непосредственно на линии фронта и быстро оказывали помощь раненым, а тяжелораненых успевали транспортировать с фронта в больницы менее, чем за час.

## Президентские выборы
В июле 2009 года ХДС избрал его своим кандидатом на президентских выборах 2009—2010 гг. Он соревновался в первом туре с одиннадцатью другими кандидатами и занял третье место с 12,04 % голосов.

## Личная жизнь
Католик.
- Жена Даниэла Верховски (Danijela Vrhovski);
  - трое детей.